# Sydöstra Alaska

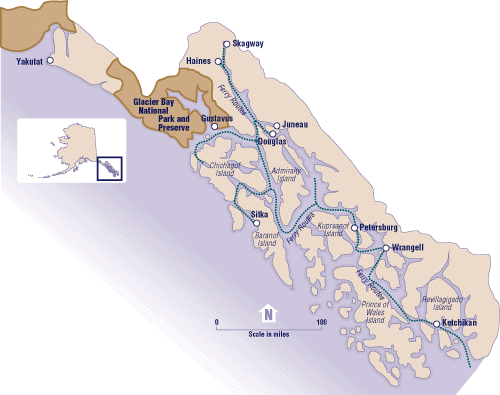
Sydöstra Alaska och Alaska Marine Highways färjerutter.

Sydöstra Alaska, ibland kallat Alaska Panhandle (Alaskas skaft) är den sydöstligaste delen av den amerikanska delstaten Alaska. Den är belägen väster om den norra halvan av den kanadensiska provinsen British Columbia. Stora delar av "skaftet" ingår i Tongass National Forest, den största nationalskogen i USA. På många platser går riksgränsen längs med Boundary Ranges toppar (dessa bergskedjor utgör en del av Coast Mountains). Området är känt för sitt milda regniga klimat och sin storslagna natur.

## Geografi
Sydöstra Alaska är Inside Passages norra ändpunkt, en skyddad vattenväg av komplexa passager mellan öar och fjordar med start i Pugetsundet i delstaten Washington. Detta var en viktig resväg för kanotister och även för ångbåtar under guldrushen. Under den senare tiden spelar passagerna en betydande roll för färjetrafik och övrig båttrafik. Sydöstra Alaska har en area av 56 549 kvadratkilometer och utgörs av sex boroughs och tre census areas (folkräkningsdistrikt), samt den del av Yakutat som ligger öster om longituden 141° väst. Trots att sydöstra Alaska endast utgör 6,14 % av Alaskas totala yta är området större än delstaten Maine och nästan lika stort som Indiana. Kustlinjen är nästan lika lång som British Columbias kust. Sydöstra Alaska avgränsas i söder av sundet Dixon Entrance. En stor del av området utgörs av ögruppen Alexanderarkipelagen, där flera av USA:s största öar ingår.

## Demografi
Vid folkräkningen 2000 hade området totalt 72 954 invånare, varav 42% var bosatta i staden Juneau. Enligt folkräkningen 2010 hade området 71 616 invånare, och vid folkräkningen 2020 hade området 71 946 invånare. Nära 45% av invånarna (31 773) var 2020 bosatta i Juneau.